# Akschindlium
Akschindlium là một chi thực vật có hoa trong họ Đậu.